# Сухмень
Сухме́нь (рос. Сухмень) — село у складі Половинського округу Курганської області, Росія.
Населення — 380 осіб (2010, 592 у 2002).
Національний склад станом на 2002 рік:
- росіяни — 98 %